# Burg Gleichen
Die Burg Gleichen (auch Wanderslebener Gleiche, Wandersleber Schloss, Wanderslebener Burg) ist eine mittelalterliche Burgruine in Thüringen in der Flur von Wandersleben bei Gotha. Sie zählt zum Burgenensemble der Drei Gleichen und gehört heute der Stiftung Thüringer Schlösser und Gärten.

## Geographie
Die Höhenburg entstand auf einem kegelförmigen Berg (369,6 m ü. NN), sie ragt etwa 100 Meter über die umgebende, von den Flüssen Gera und Apfelstädt modellierte Landschaft empor. Der Burgberg und die westlich folgenden Erhebungen Kaffberg (399 m ü. NN), Röhnberg (382,2 m ü. NN) sowie der nordwestlich gelegene Kallenberg (341 m ü. NN) sind Teil der Eichenberg–Gotha–Saalfelder Störungszone, sie gehören zur Triasformation und bestehen im Wesentlichen aus Steinmergelkeuper (Arnstadt-Formation), der von einer Kappe aus Buntsandstein überdeckt wird.
Der Burgberg besitzt keine natürlichen Quellen. Die am Südhang freigewitterten Keuperschichten sind für landwirtschaftliche Zwecke ungeeignet, sie werden in der Literatur als Badlands bezeichnet. Zu Füßen des Burgberges trifft man auf Schichten von Travertin, die wegen ihrer leichten Gewinnung als Baumaterial beim Burgenbau geschätzt waren. Die extremen klimatischen Bedingungen auf der Südseite des Burgberges mit exponiert sonnigen und meist trockenen Hängen zeigen sich auch durch eine auffällige Vegetation (Xerophyten) in der seltene Steppenheidepflanzen vorkommen. Seit dem 3. Februar 1960 besteht das Landschaftsschutzgebiet Drei Gleichen, es wurde durch die Ausweisung weiterer Naturschutzgebiete ergänzt.
Die Burg Gleichen beherrschte einen Abschnitt der als Via Regia bekannten Fernhandelsstraße, zu der heute die Autobahntrasse und die Bundesstraße 7 parallel verlaufen.
Über einen Sattel zwischen dem Kaffberg und dem Burgberg verläuft die Landesstraße (L 2163) im Abschnitt Mühlberg, Bundesautobahn 4 und Wandersleben. Zwischen der Burg Gleichen und der benachbarten Mühlburg im Südwesten befindet sich eine Talsenke, in der sich im Mittelalter ein flaches Gewässer – der zum Burgbesitz gehörende „Steinsee“, befand. Heute erkennt man vom Burgturm in der Ebene jenseits der Autobahntrasse vor der „Schlossleite“ einzelne Wasserflächen, sie entstanden teils durch Torfabbau, teils durch geflutete Kiesgruben beim Bau der Autobahn.

## Geschichte
Die Burg Gleichen wurde im Jahr 1034 in den Annalen des Klosters Reinhardsbrunn als „Gliche“ erstmals erwähnt. Der Name stammt vermutlich vom keltischen glich ab, was Felsen bedeutet.
Bereits im frühen 8. Jahrhundert befand sich auf dem Berg eine durch Kulturschichten belegte Anlage, die auf die Zeit der fränkischen Eroberung zurückgehen soll, bauliche Reste blieben nicht erhalten.
Auch von der ersten mittelalterlichen Befestigungsanlage, die am Ende des als Sachsenkrieg bezeichneten Aufstandes thüringischer und sächsischer Adeliger seit dem 14. August 1088 von einem Reichsheer belagert wurde, blieb nichts erhalten. Auf der Burg hatte sich mit Markgraf Ekbert II. von Meißen der Anführer der sächsischen Adelsopposition gegen Kaiser Heinrich IV. verschanzt. Ein überraschender Ausbruch am Weihnachtsabend sprengte den Belagerungsring, dabei kamen Siegwin, der Erzbischof von Köln sowie die Bischöfe von Lausanne, Burkhard und Otto von Regensburg, die mit ihren Truppenkontingenten im kaiserlichen Heerlager untergebracht waren, ums Leben oder gerieten in Gefangenschaft.
Die Burganlage kam um die Wende zum 12. Jahrhundert in den Besitz des dem Kaiser Heinrich IV. nahestehenden und mit der thüringischen Grafentochter Adelheid von Weimar-Orlamünde vermählten Heinrich II. von Laach, der erste namentlich bekannte Pfalzgraf bei Rhein.
Er war somit Verwandter der Askanier und nutzte die Burganlage als Etappenort und zur Verwaltung seiner thüringischen und sächsischen Besitztümer. Zwischen 1134 und 1137 kam die Burg durch Schenkung seines Enkels, des Pfalzgrafen Wilhelm und seiner Mutter in den Besitz des Erzbischofs von Mainz.

### Die Burg im Besitz der Grafen von Tonna-Gleichen

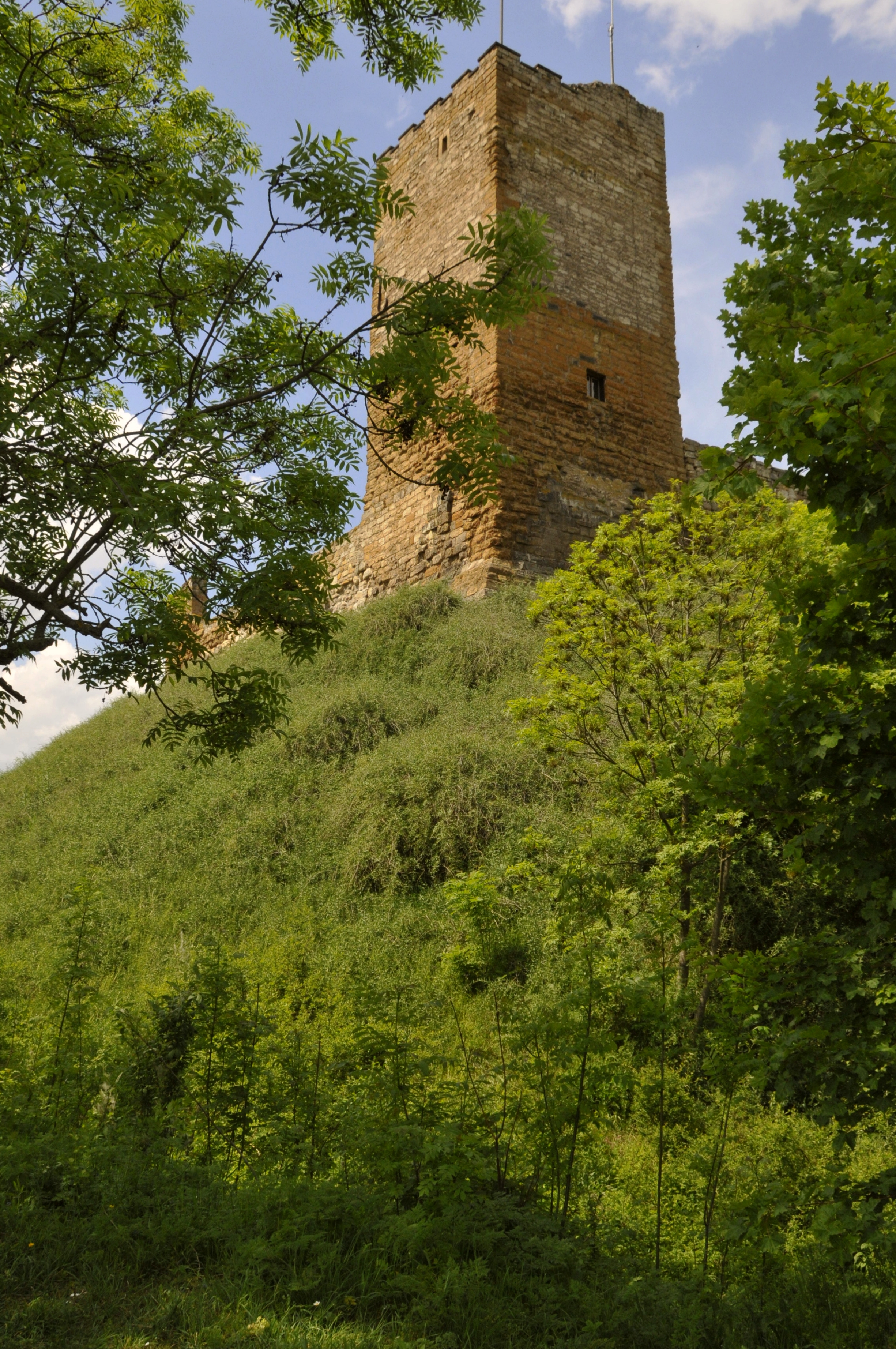
Der Bergfried

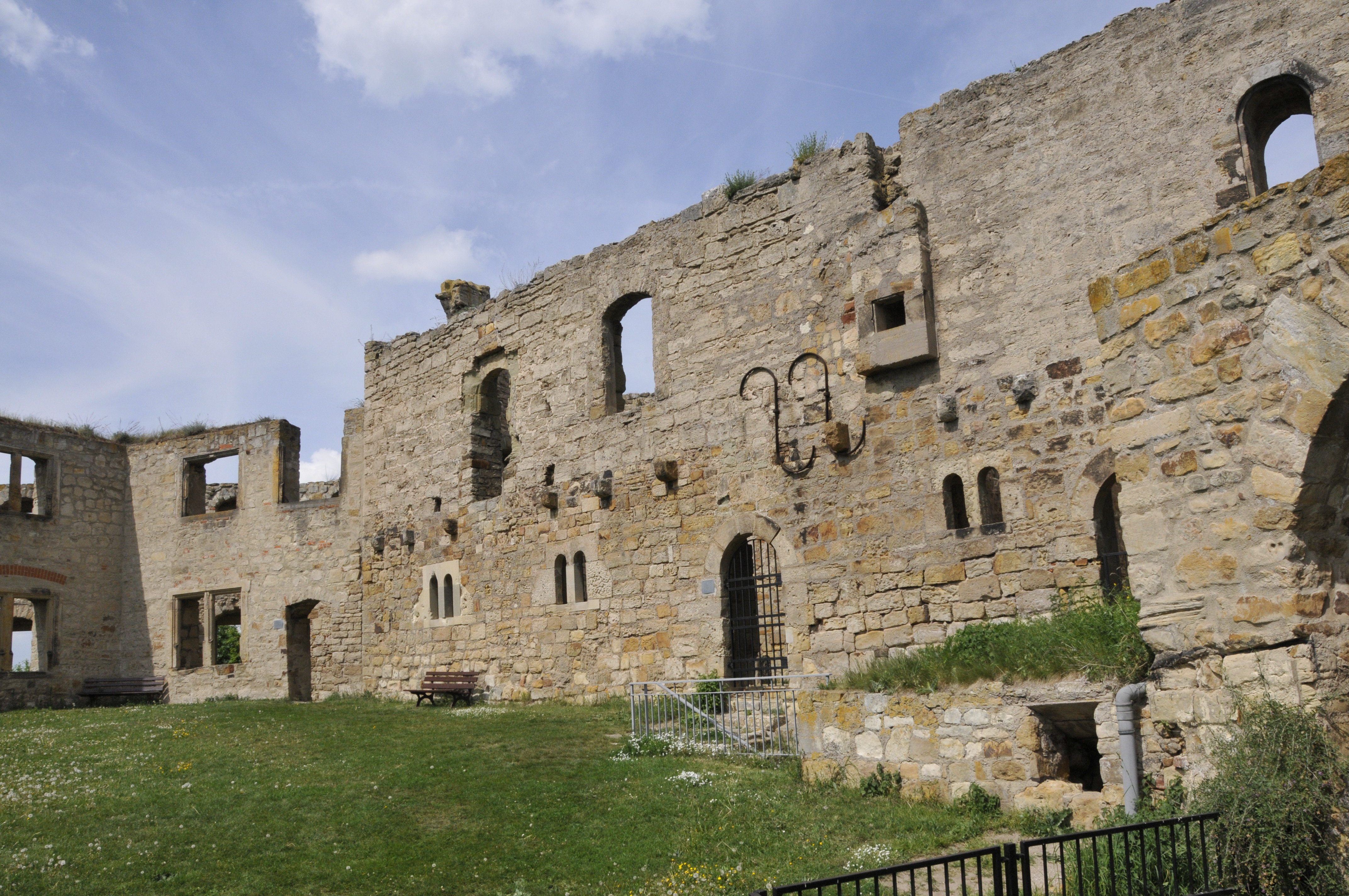
Romanische Baureste im östlichen Teil der Burg

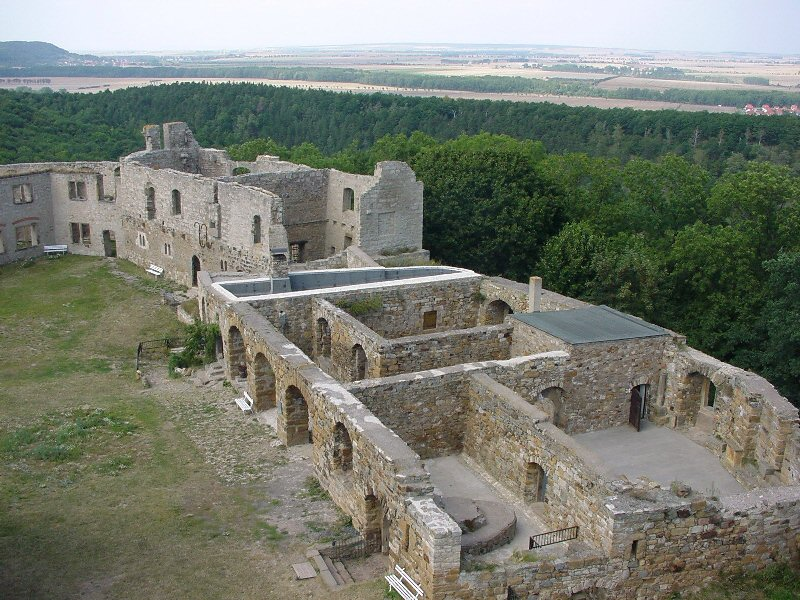
Palas und Wohnbau vom Bergfried aus

Die Übernahme der strategisch günstig gelegenen Burg Gleichen war ein bedeutender Gewinn für das Erzbistum Mainz und festigte ihre Machtposition im Ringen mit den aufstrebenden Thüringer Grafengeschlechtern der Ludowinger, Schwarzburger und Kevernburger.
Als Verbündete hatten die Mainzer Erzbischöfe die Grafen von Tonna gewinnen können und machten sie zu Schutzvögten der Stadt Erfurt, des dortigen Peterklosters und vieler anderer Besitzungen in Mittelthüringen. Im Jahr 1162 erhielten die Grafen von Tonna vom Mainzer Erzbischof die Burg Gleichen als Lehen übergeben. Ein Zweig der gräflichen Familie, angeführt von Graf Ernst I. nannte sich fortan Grafen von Tonna und Gleichen, später verkürzt als Grafen von Gleichen, nach Polack soll es aber dessen Bruder, Graf Lambrecht I. gewesen sein, dem die Burg übergeben wurde, während Ernst weiterhin auf der Kettenburg saß.
Die Thüringer Landgrafen standen den Grafen von Tonna und Gleichen als Nachbarn im Eichsfeld und in Mittelthüringen oft feindlich gesinnt gegenüber. Bei der Verteidigung der Harburg im Eichsfeld geriet Graf Ernst II. von Gleichen-Gleichenstein, ein Bruder des Grafen Erwin von Tonna-Gleichen, und Vertreter einer Seitenlinie der Grafen von Gleichen, die als Statthalter des Erzbistums im Eichsfeld auftraten, 1170 in die Gefangenschaft des Landgrafen und wurde mit Zustimmung des Kaisers exekutiert. Die Fehde mit den Landgrafen führte 1178 zur erneuten Belagerung und Zerstörung der Burg Gleichen.
Im Anschluss an die Kämpfe, die auch Teil des Machtkampfes im staufisch-welfischen Thronstreites waren, besserte sich das Verhältnis zwischen den Landgrafen und dem Haus der Grafen von Gleichen, dies kommt durch eine Reihe von Schenkungen und die Übergabe von Vogteien an die Grafen von Gleichen zum Ausdruck. Im Tal der Apfelstädt gelangten die heutigen Orte Emleben, Günthersleben, Wechmar und Schwabhausen sowie das Dorf Gräfenhain am Nordrand des Thüringer Waldes in den Besitz der Grafen von Gleichen. Zum Grundbesitz gehörten zu diesem Zeitpunkt bereits mehrere Höfe in der Erfurter Altstadt, überwiegend im Bereich des Anger und der Bartholomäuskirche gelegen.
Die auch an den Kreuzzügen beteiligten Grafen von Gleichen entwickelten um 1200 eine enge Beziehung nach Dänemark: Graf Ernst IV. und weitere Familienmitglieder traten dort in Gemeinschaft mit dem Grafen Albert von Orlamünde in kriegerische Auseinandersetzungen ein, sie übernahmen zeitweise einflussreiche Positionen am dänischen Königshof.
Die Finanzierung der gräflichen Hofhaltung und die Amtsgeschäfte wurden durch die bäuerlichen Erträge der Untertanen, zunehmend auch durch Verpfändungen und Verkäufe gedeckt, so wurde der entlegene Ort Gräfenhain im Jahr 1230 an das Kloster Georgenthal veräußert. Am 31. Mai 1231 ereignete sich ein Großbrand auf der Burg Gleichen, der durch einen Blitzeinschlag ausgelöst wurde. Die Beseitigung der Schäden fiel in eine Zeit wachsender Spannungen mit der Stadt Erfurt. Die zum Erzbistum Mainz gehörige Stadt versuchte bereits im 12. Jahrhundert vergeblich Reichsstadt zu werden und geriet damit in Konflikt mit den Grafen von Gleichen, die als Gerichtsherren, erzbischöfliche Vögte des Petersklosters (ab 1134) und Statthalter präsent waren. Der Einfluss der Grafen von Gleichen auf die prosperierende Stadt nahm auch wegen finanzieller Probleme beständig ab, 1283 waren die Grafen gezwungen, ihre Vogteirechte an den Erfurter Magistrat zu verpfänden. Die Herrschaft Vieselbach, ein an Erfurt grenzender Besitz der Grafen von Gleichen, konnte nicht zurückgekauft werden und fiel ebenfalls an die Stadt Erfurt. In der Erfurter Stadtmauer wurde 1308 das Lauentor vermauert, die Grafen von Gleichen verloren damit ein wichtiges Privileg, dieses Stadttor zu jeder Zeit und abgabenfrei zu passieren. 1373 endete auch die Vogtei über das Peterskloster.

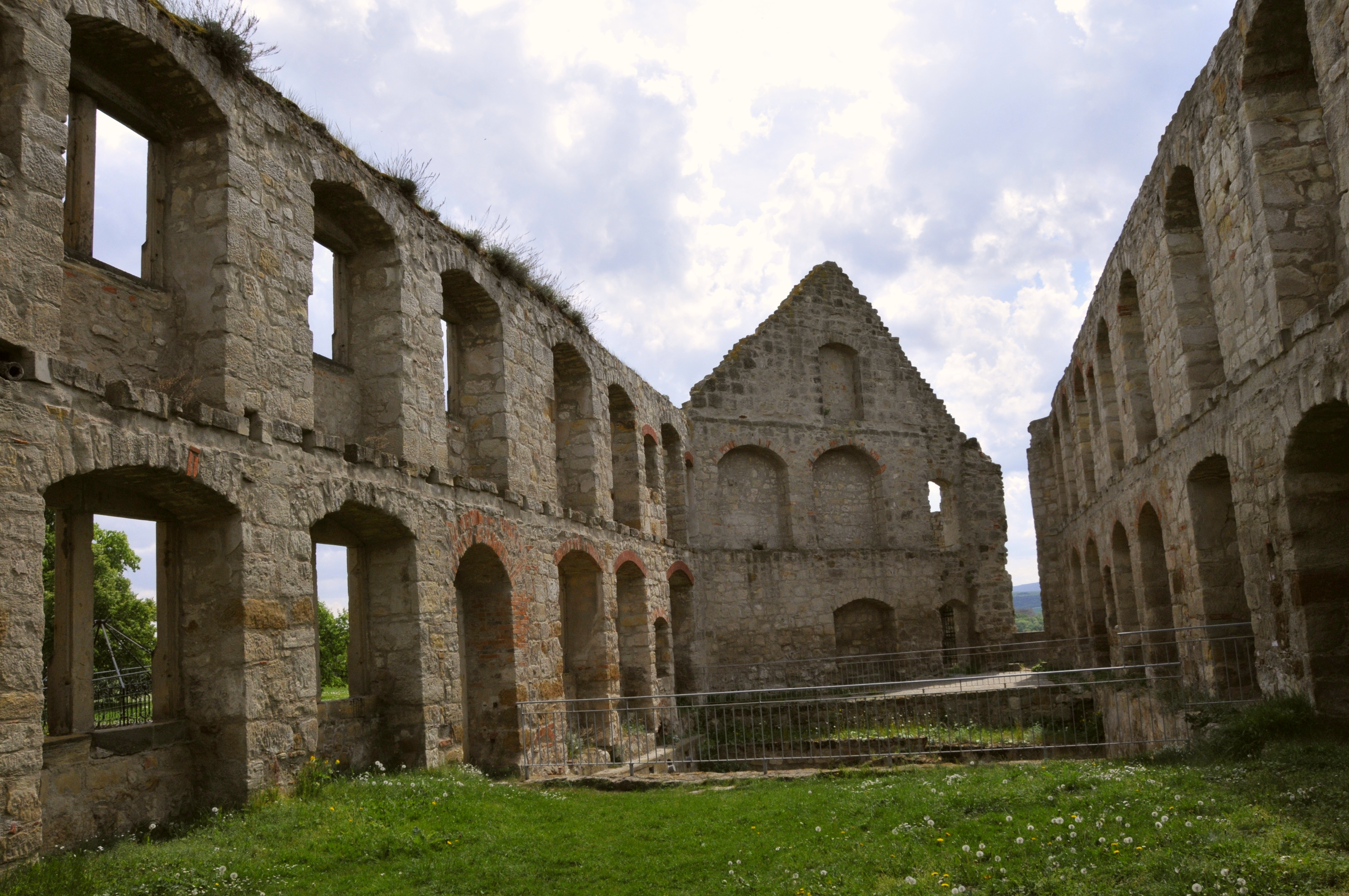
Reste der Wohnbauten

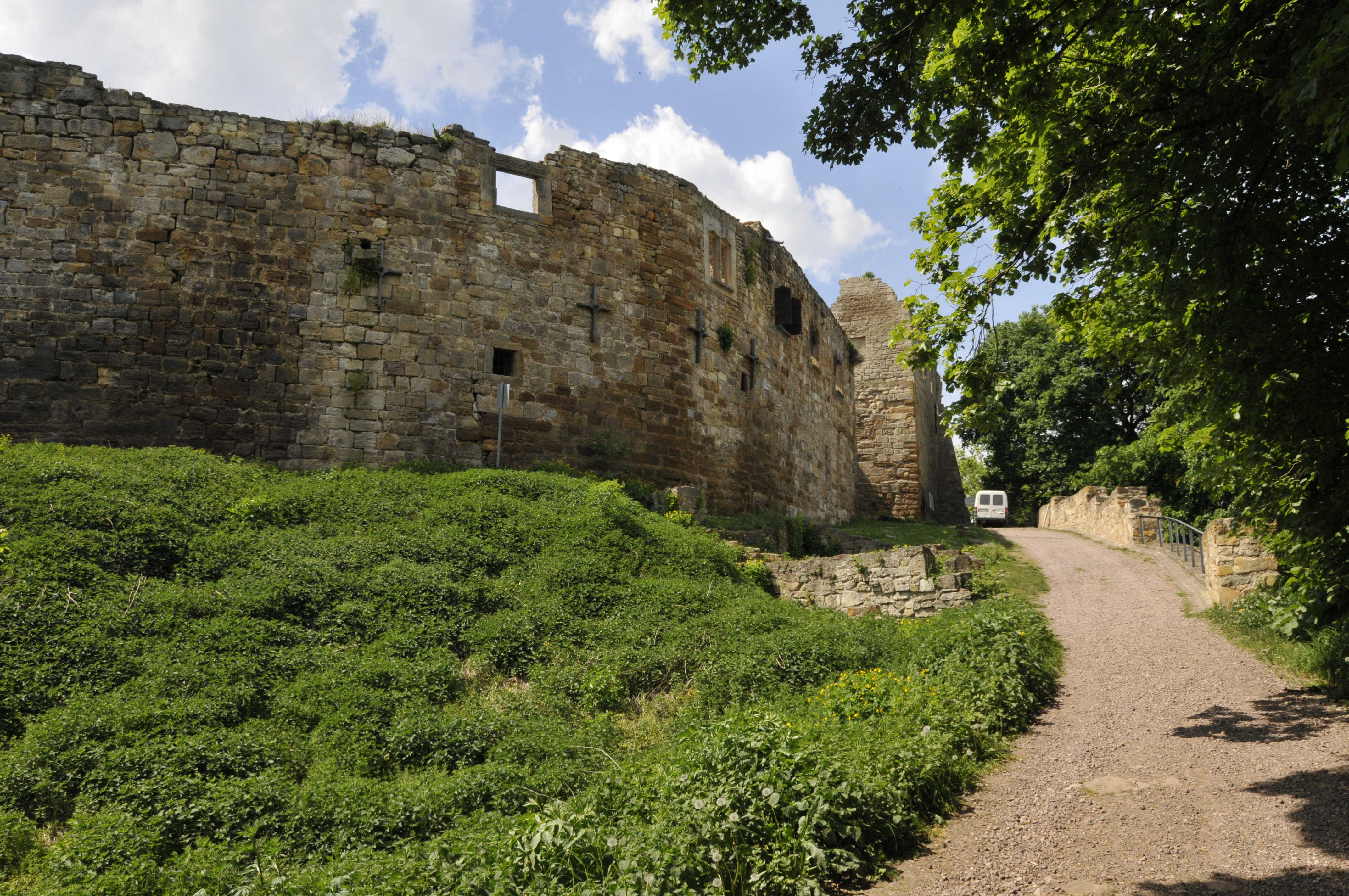
Der Torweg und Zwinger

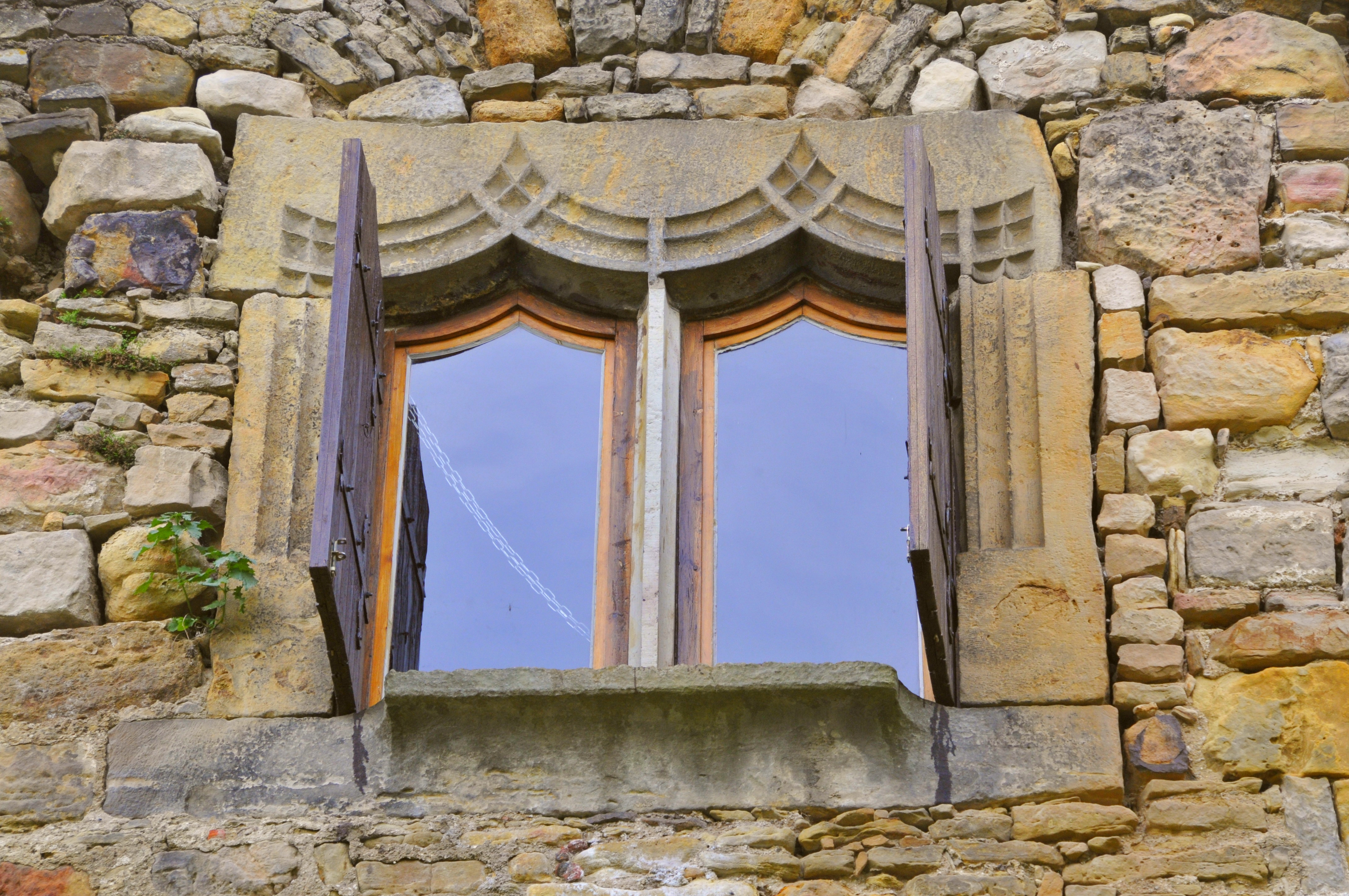
Vorhangfenster am Schloss

Diese Phase des Niederganges endete überraschend: 1385 war der letzte Graf von Kevernburg auf Pilgerfahrt verstorben, der Thüringer Landgraf Balthasar übergab ein ihm zugefallenes Gebiet mit der Stadt Ohrdruf im Zentrum an den Grafen von Gleichen als Lehen. Bereits 1332 hatte der Graf Hermann von Gleichen in Ohrdruf das Schultheißenamt erworben, zwei in der Stadt ansitzende Adelsfamilien (Witzleben und Stutternheim) hatten 1351 ihre Güter in Ohrdruf und Wechmar an die Gleichen-Grafen übergeben. Der um Ohrdruf gelegene Besitz erhielt 1409 nochmals Zuwachs durch eine Erbmasse aus dem Besitz der Herren von Salza, mit der ursprünglich die Tonnaer Linie bedacht war.
Zuletzt kam 1416 ein Gebiet südlich von Weimar an die Grafen von Gleichen, das durch Erbvertrag bei der Heirat einer Freiherrn Ludwig von Blankenhain verfügt worden war.
Die drei Söhne der Gleichen-Grafen hatten sich in dieser vorteilhaften Lage auf eine Teilung des Gesamtbesitzes geeinigt. Ludwig von Gleichen übernahm das Schloss Blankenhain und begründete die Linie Gleichen-Blankenhain. Seine Gemahlin war eine Tochter des Grafen Günther XXXII. von Schwarzburg und brachte die (reichsunmittelbare) Herrschaft Ehrenstein als Mitgift ein. Ludwigs Nachfahren kauften auch die Herrschaft vom Unteren Schloss (Niederschloss) zu Kranichfeld und hatten in Weimar den Gleichenschen Hof im Besitz. 1627 starb die bereits hoch verschuldete Linie Gleichen-Blankenhain aus. Der zweite Sohn – Hans Ludwig von Gleichen – hatte Tonna gewählt. Er residierte auf der Kettenburg und war Herr über Mülverstedt, Burgtonna, Gräfentonna, Eschenbergen, Bischleben, Töttelstädt, Hochheim und weitere Orte im Osten des heutigen Landkreises Gotha. Dem dritten Sohn (Graf Ernst V.) verblieb der Kernbesitz der Grafschaft Gleichen zu der neben der Burg Gleichen die Orte Günthersleben, Wechmar, Emleben, Sülzenbrücken, Wandersleben, Schwabhausen und Ohrdruf sowie der Steinsee unterhalb der Burg Gleichen gehörte.
Im 16. Jahrhundert erfassten die Wirren des Bauernkrieges und der Reformation auch die Teilherrschaften der Grafschaft Gleichen. In Ohrdruf wurde 1525 das dortige Kloster aufgelassen und von den Mönchen an die Grafen von Gleichen übergeben, um dort eine Schule einzurichten. Die gräfliche Familie kam diesem Wunsch auch nach, nutzte aber um 1550 die vorteilhafte Lage und bestimmte den Umbau eines Teils des ehemaligen Klosters zur Residenz Schloss Ehrenstein. Der Hauptbau ist jener, den Graf Georg II. von Gleichen 1556 begann. Seine Witwe Walburga (aus zweiter Ehe) ließ für die drei Söhne des Grafen zunächst das Schloss Ehrenstein weiter ausbauen.
Damit war eine Aufgabe der Burg Gleichen als Wohnsitz verbunden, die Burg Gleichen wurde noch als Amtssitz und Gefängnis benutzt und begann zu verfallen.
Die bevorstehende Teilung des gräflichen Besitzes war von den Brüdern beschlossen worden. Graf Philipp Ernst von Gleichen hatte die Burg Gleichen erhalten und ließ 1588 im Westteil der Burg ein Renaissanceschloss errichten. Schon 1590 verstarb sein in der Herrschaft Tonna regierender Bruder, die Residenz der Grafen von Gleichen wurde nun offiziell nach Ohrdruf verlegt. 1599 gab Philipp Ernst von Gleichen das Bergschloss Gleichen auf und übersiedelte nach Ohrdruf in das Residenzschloss. 1631 erlosch das Gleichensche Grafengeschlecht.

### Die Burg im Besitz der Grafen von Hatzfeld

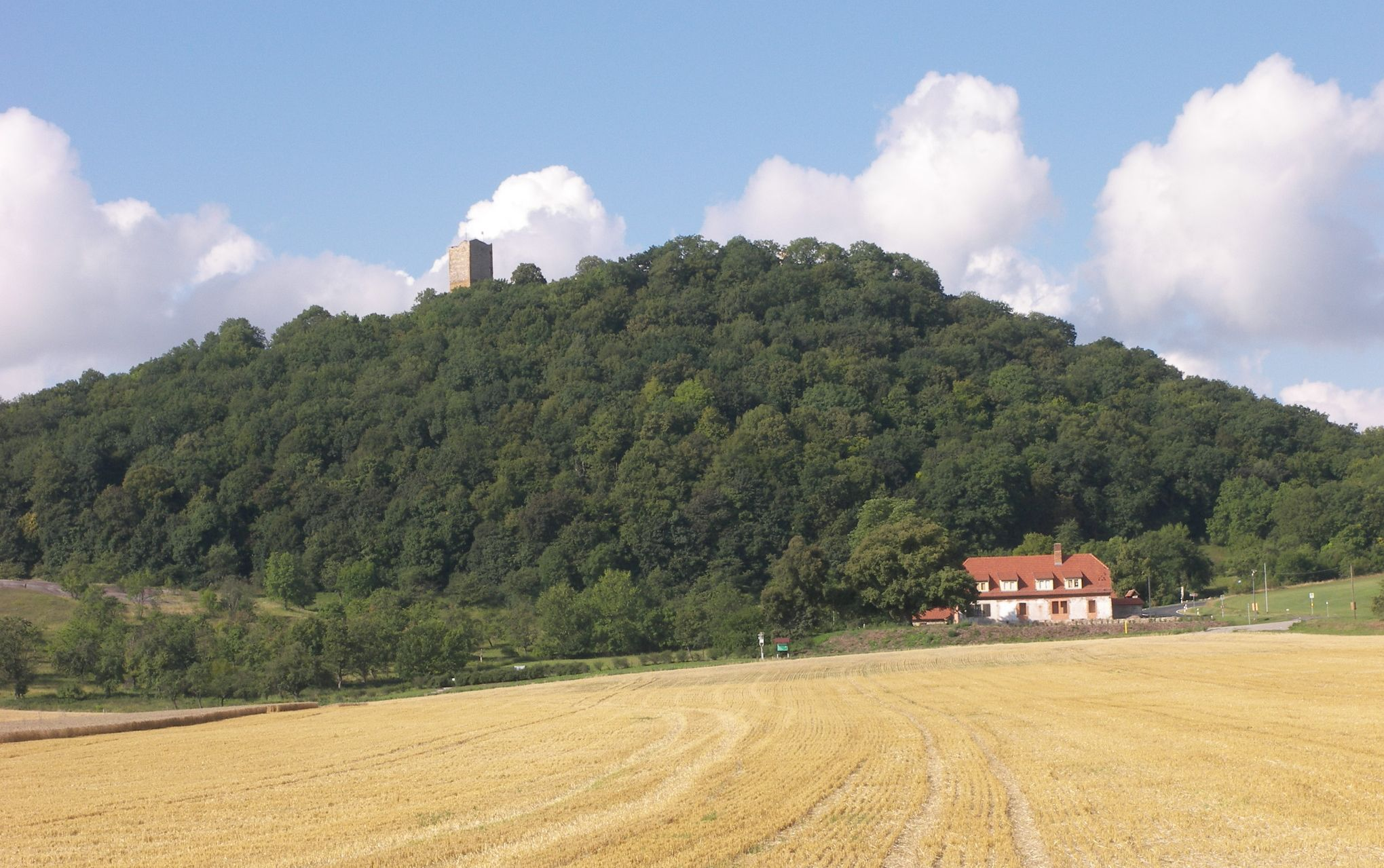
Burg Gleichen von Osten und das ehemalige Vorwerk Freudenthal

Mit dem Erlöschen der Grafen von Gleichen im Mannesstamm wurde das Mainzer Erzbistum wieder Besitzer der Burg Gleichen. Für die nun wieder katholische Enklave im Zentrum der protestantischen Herzogtümer eine fatale Lage inmitten der Wirren des Dreißigjährigen Krieges. Bis 1639 war die Burg unbewohnt und wurde geplündert. Danach erhielten die Grafen von Hatzfeld die Herrschaft Gleichen (Burg Gleichen und Wandersleben) als Lehen. Sie nannten sich nun Grafen von Gleichen und Hatzfeld. Da die Hatzfelder lediglich einen Verwalter nach Thüringen schickten und weiter in ihren Stammlanden verblieben, verfiel die Burg weiter. Ein in hatzfeldischen Diensten stehender Jäger war für den Unterhalt der Ruine zuständig, er bewohnte aber die ihm zugewiesenen Räume im Vorwerk Freudenthal. 1717 besuchte eine Gräfin von Hatzfeld die Burgruine und plante einen Neubau in der Burgruine. Es gelang ihr jedoch nicht, die aus mittelalterlicher Zeit abgeleiteten Frondienste der angrenzenden Orte durchzusetzen. Die Verwalter des Gutes in Wandersleben betrachteten die Ruine als Steinbruch und baten um Erlaubnis, die Mauern niederbrechen zu dürfen, was ihnen aber nie gestattet wurde. 1793 starb auch das Hatzfelder Grafengeschlecht aus, das Lehen fiel zurück an das Mainzer Erzbistum.

### Die Burg im 19. Jahrhundert
Bis zum Jahr 1803 blieb Burg Gleichen im Besitz des Erzbischofs und fiel durch den Reichsdeputationshauptschluss an Preußen, 1806 geriet sie unter die Herrschaft der Franzosen und sollte gesprengt werden, um Baumaterial zu gewinnen. Die mutige Bitte des Erfurter Universitätsprofessors Placidus Muth, die er in einer Unterredung mit Napoleon aussprach, dieses Vorhaben zu unterbinden, hatte die Schenkung der Burg an die Erfurter Universität zur Folge. 1816 kam sie erneut in preußischen Staatsbesitz zurück, da die Erfurter Universität am 12. November 1816 aufgelöst wurde.
Eine zeitnahe Beschreibung der Ruine erschien 1812:

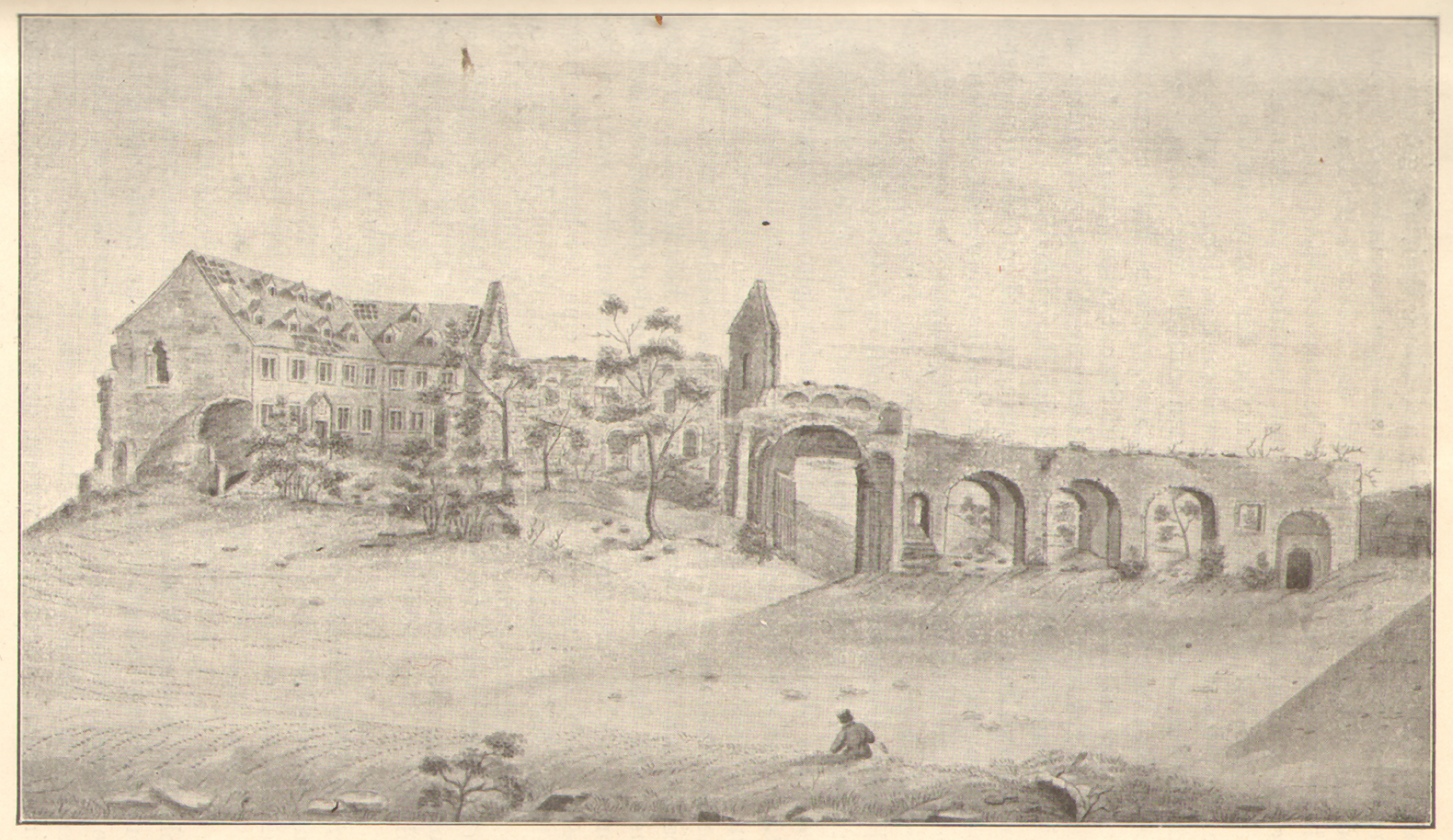
Silber: Ruine der Burg Gleichen, Hofseite, Zeichnung, 1836

„Ein hohes gewölbtes Tor, welches noch verschlossen werden kann, führt in den großen weiten Burghof; ringsumher erblickt man Ruinen, und nur auf einem Gebäude liegt noch ein Ziegeldach. Dieses Gebäude, das an 100 Fuß lang ist, könnte leicht wieder hergestellt werden. Die Mauern sind noch gut, ebenso das Balkenwerk und mit einiger Vorsicht lassen sich auch noch die Treppen ersteigen. Im oberen Stock heißt noch jetzt ein Zimmer: die Junckernkammer. Da stand bis vor wenigen Jahren eine große breite Bettsponde, welche dieselbe sein sollte, die Graf Ernst von Gleichen mit seinen beiden Frauen in friedlicher Eintracht teilte. An dieses Gebäude stoßen die Ruinen der Burgkapelle.“

Der preußische General, Freiherr Karl von Müffling erwarb 1817 die Burgruine für 800 Taler, er veranlasste die Reparatur einiger Treppen. 1841 wurde das noch vorhandene Dach des Renaissanceschlosses abgetragen, als Begründung wird angegeben, dass man um die statische Stabilität der tragenden Mauern besorgt war, da sich bereits deutliche Risse abzeichneten. Das fehlende Dach beschleunigte im Gegenteil den weiteren Verfall des Gebäudes, da nun das Regenwasser ungehindert in die Mauerwerksfugen einsickern konnte.

„Die Burg Gleichen, der alte Stammsitz einer erlauchten gräflichen Familie, sieht ihrem Untergange immer mehr entgegen. Das schadhaft gewordene Dach des Wohnhauses ist abgenommen, die Fußböden sind herausgenommen worden, und die Gräuel der Zerstörung sehen zu allen Fensteröffnungen heraus. Noch stehen die Mauern, aber sie sind Wind und Wetter völlig preisgegeben.“

### Sicherung und touristische Erschließung

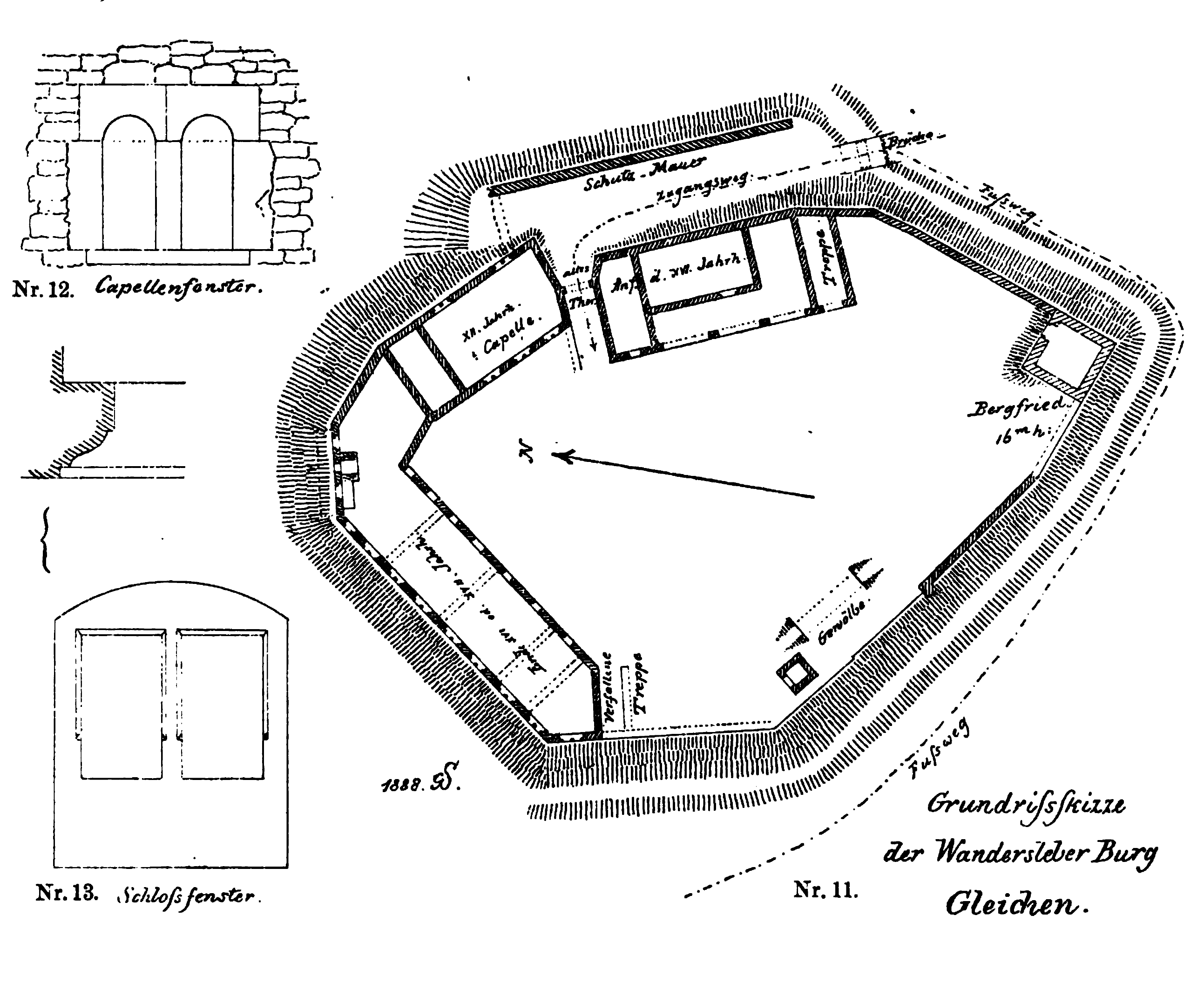
Lageplan der Burg Gleichen (1888)

Im Winter 1897 begannen erste Ausbesserungsarbeiten, die von der Erfurter Sektion des Thüringer-Wald-Vereins in Auftrag gegeben worden waren. An der noch im Familienbesitz der Freiherren von Müffling befindlichen Burg wurden bis zum Ersten Weltkrieg mit Spendenmitteln finanzierte Notsicherungen ausgeführt, auch legte man eine neue Zisterne an, um die Wasserversorgung zu verbessern. Die von zahllosen Wanderern und Heimatfreunden begrüßten und finanziell unterstützten Arbeiten wurden jedoch durch Vandalismus einiger Trunkenbolde mehrfach zunichtegemacht, oft diente das gespendete Bauholz und Gerätschaften als Lagerfeuer im unbewachten Burghof. Der Herzog von Sachsen-Coburg und Gotha ließ deshalb die Burg mit einem Stacheldrahtverhau sichern und verbot das Betreten der Ruine aus Sicherheitsgründen.
Für die herzogliche Familie hatte die Burgruine in der Zeit der Weimarer Republik keine Bedeutung mehr, die für Belange des Denkmalschutzes an der Ruine bereitgestellten Mittel wurden nicht genutzt. Lediglich ein neues Tor wurde beschafft, es versperrte den Hauptzugang in die Burgruine.
Die in Erfurt beheimatet Sektion des Deutschen Heimatschutzbundes gelang es schließlich, Gespräche über eine beabsichtigte Pachtung der Burg mit dem Herzog zu führen. Im Ergebnis erhielt die Stadt Erfurt 1934 die Burgruine „geschenkt“, die das Erbbaurecht auf 90 Jahre dem Heimatschutzbund überließ. Am 31. Oktober 1934 konnten Besucher nach Jahrzehnten der Unzugänglichkeit wieder in der Ruine einkehren.
Nach dem Zweiten Weltkrieg – offiziell seit 1960 – übernahm die zum Kulturbund gehörende Fachgruppe Arbeitskreis zur Pflege und Erhaltung der Burg Gleichen die Betreuung der Burgruine, die als Freilichtmuseum genutzt wurde. Der Bergfried wurde als Aussichtsturm hergerichtet, im Inneren wurde eine Sammlung von Materialien zur Burggeschichte präsentiert.
In den 1970er Jahren fanden mehrfach nicht staatlich gelenkte Musikveranstaltungen in der Burgruine statt, bis zu 2500 Jugendliche besuchten die Konzerte. Seit 1984 übernahmen die Museen der Stadt Erfurt die Verwaltung der Burgruine, ab 1998 übernahm die Stiftung Thüringer Schlösser und Gärten.

## Beschreibung
Bauarchäologische Untersuchungen des Burgplateaus fanden erst seit den 1960er Jahren statt und lieferten Belege für elf Bauphasen, beginnend ab der ersten Hälfte des 12. Jahrhunderts. Das heutige Erscheinungsbild der Burg ist somit ein Puzzle unterschiedlichster Bauphasen und Architekturformen.
Die als Höhenburg angelegte Befestigungsanlage wurde mehrfach an veränderte Belagerungstechniken angepasst, als dies im 16. Jahrhundert durch die Verbesserung der Artilleriewaffen nicht mehr möglich war, erfolgte der Ausbau zum Wohnschloss.

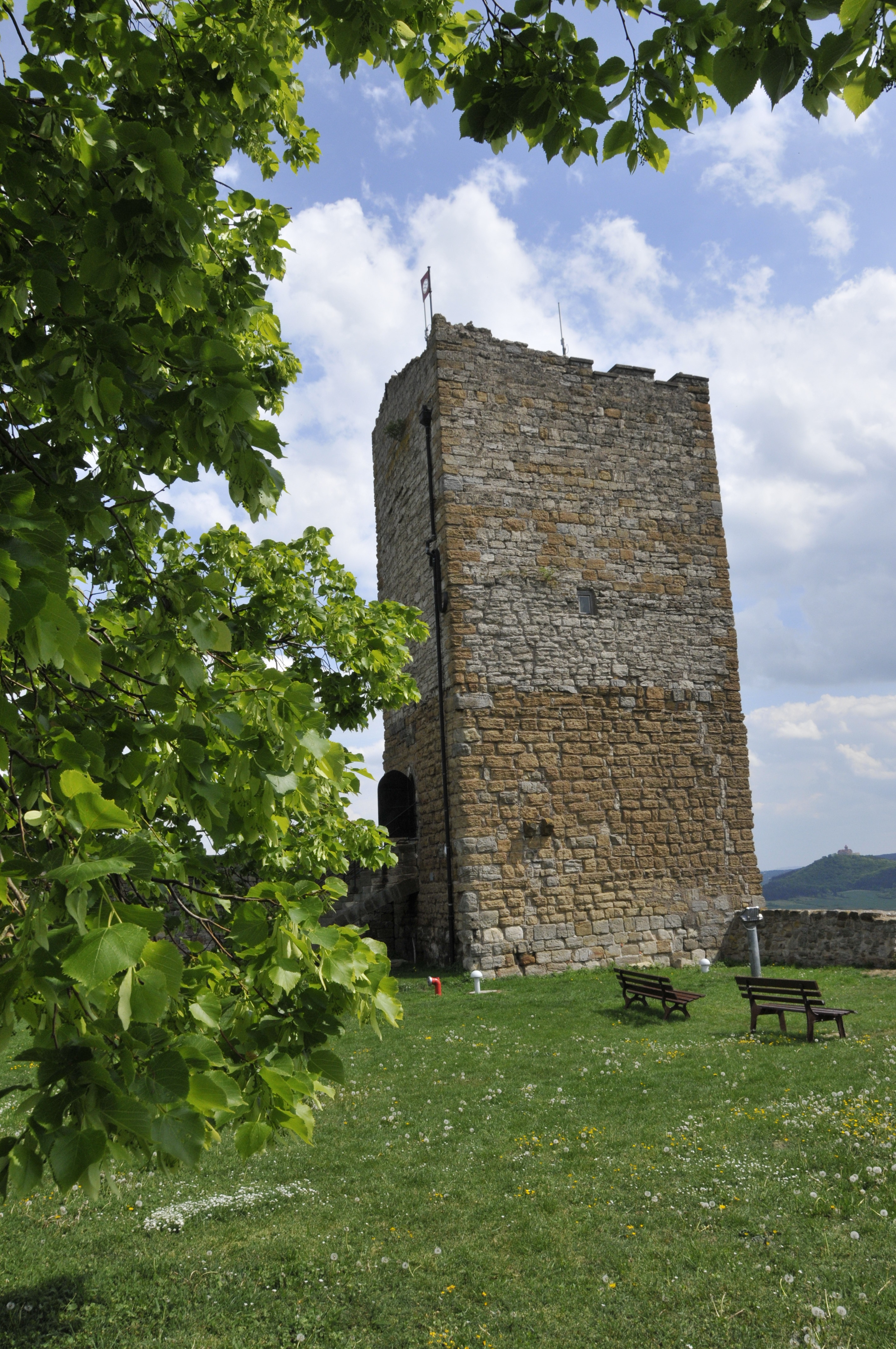
Burgturm (Bergfried) – vom Hof gesehen

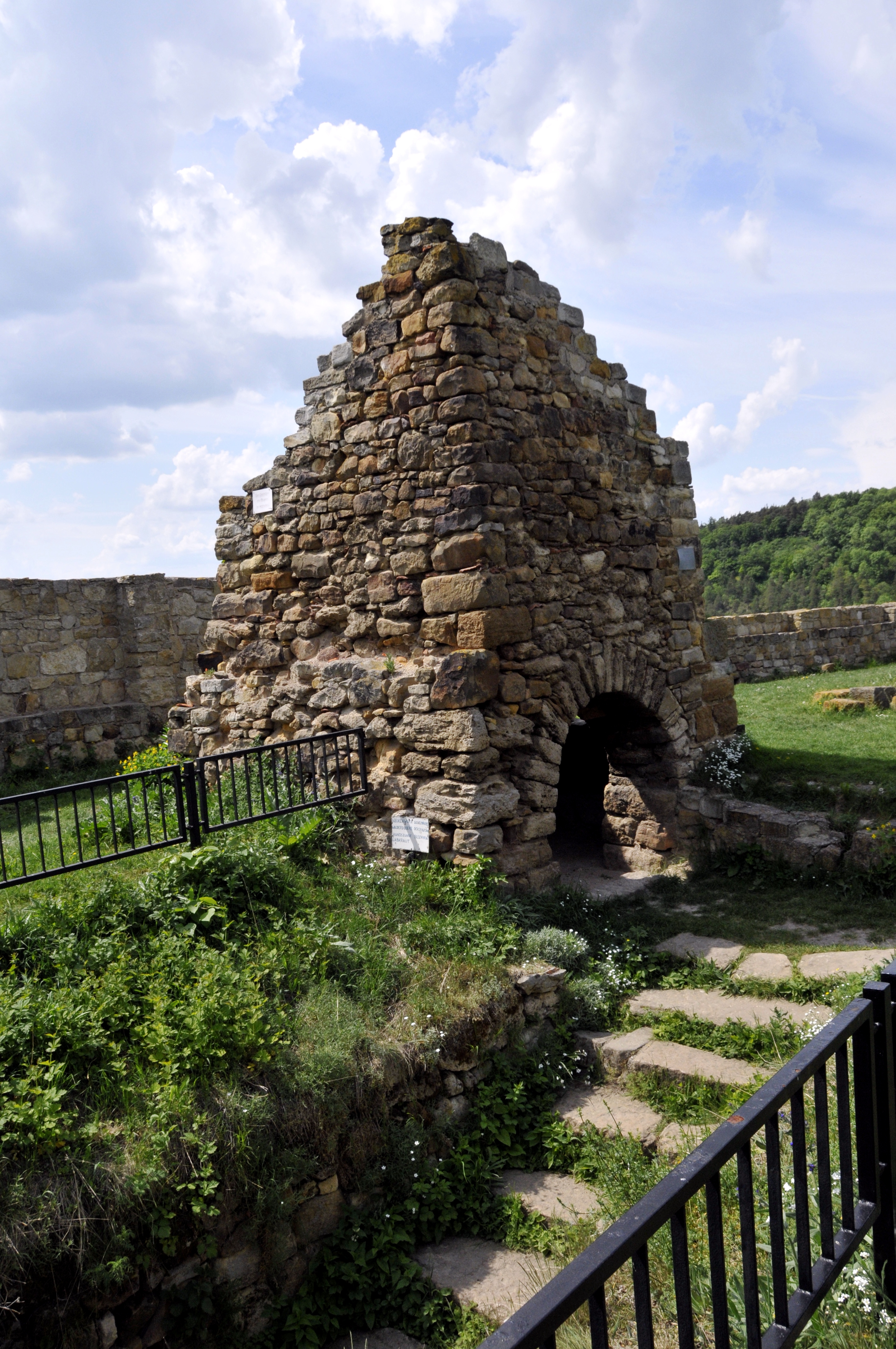
Reste des Küchengebäudes mit Kellerzugang

Der Grundriss der Burg besitzt eine polygonale Form, die der Form des Bergplateaus entspricht. Die erste Ringmauer der Burg wurde unter den Gebäuden des Schlossbaus in noch fragmentarisch vorhandenen Mauerzügen ergraben, sie umschloss demzufolge eine geringere Gesamtfläche. Bereits in der ersten Bauphase führte der Torweg auf der Nordseite in die Burg, im Spätmittelalter verbesserte ein vorgelegter Palisadenzug, später ein Mauerzug mit Vortor, diesen am stärksten bedrohten Bereich der Anlage. Der so entstandene Torzwinger wurde durch einen vorgelagerten Graben und das Vortor mit Zugbrücke gesichert. Diese Sicherung wurde nach Baubefund erst um 1500 vorgenommen, um die Burg vor Überfällen zu schützen. Die Vergrößerung der Burgfläche konnte durch eine mit Stützpfeilern stabilisierte Ringmauer bewirkt werden, die an die Mauer angefügten Gebäude bilden die Grundform einer Ringmauerburg. Das ursprüngliche Tor blieb erhalten und wurde mit schräg angesetzte Mauerflanken verlängert. Die über dem Tor befindlichen Mauerpartien sollen zur Burgkapelle gehören.
Nach dem Betreten des Burghofes erblickt man rechts die Ruine des zweigeschossigen, im Erdgeschoss mit kleinen romanischen Fenstern versehenen Wohngebäudes, das der Burgführer als Palas aus dem 12. Jahrhundert ausweist. Der deutlich erkennbare Wechsel im Mauerwerk des Obergeschosses erklärt sich durch den Großbrand des Jahres 1231, dem auch der Palas (mit hölzernen Zwischendecken und Dachstuhl) zum Opfer gefallen ist. Beim Neubau wurden offenbar neue Bedürfnisse der Bewohner berücksichtigt, es wurden weitere separate Zugänge über hölzerne Außentreppen zum Hofraum geschaffen, die durch die Türöffnungen und Konsolsteine noch erkennbar sind. Im östlichen Teil wurde dafür ein steinernes Podest angelegt, es überwölbt den hofseitigen Zugang in den Gewölbekeller.
Links des Torhauses trifft man auf die Ruinen mehrerer Gebäude, die noch in der Spätphase der Burg von Bedeutung waren, sie dienten der Amtsverwaltung als Archivkeller, Küchen- und Lagerbereich sowie als Unterkünfte für die Wache und Bediensteten der Burg. Der Gebäudekomplex erhielt im 14. und 15. Jahrhundert seine Vollendung, als die gräfliche Familie die Burg zu meiden begann.
Das markanteste Gebäude der Burg ist der quadratische, mit Bossenmauerwerk versehene Bergfried auf der Südostseite der Burg. Die Ruine besitzt eine Resthöhe von 18,85 m und weist drei Bauphasen auf, die wiederum im Mauerwerk gut erkennbar sind. Das mit bossierten Steinen, oder Buckelquadern ausgestattete Turmfundament ist ein Gestaltungsmerkmal, beliebt bei Steinburgen der Stauferzeit. Als letzte Zufluchtsstätte konnte der Turm dem Burgherrn im Belagerungsfall eine gewisse Zeit schützen, daher wurden die Türme in hochmittelalterlichen Burgen oft mit Wohnräumen (Bohlenholzstuben) in den Obergeschossen versehen. Beim durch Blitzschlag ausgelösten Brand von 1231 ging diese von meterdicken Mauern geschützte Behausung selbst in Flammen auf.
Beim Wiederaufbau des Turmes wurden die brandgeschädigten Mauerpartien bis dicht über das Burgplateau erneuert, hierbei fand ein gelbleuchtendes Dolomitgestein Verwendung. Um der zum Wachdienst eingeteilten Turmbesatzung etwas Bequemlichkeit zu verschaffen, besaß auch dieser Turm einen Aborterker auf der Außenseite. Als Folge der 1897 vermerkten touristischen Erschließung des Burgturmes wurde das Obergeschoss aufgemauert und eine Aussichtsplattform mit Brüstungsmauer aufgesetzt. Im Inneren entstand die neu errichtete hölzerne Treppe und erforderliche Zwischendecken.
Die mittelalterliche Burganlage musste über eine ausreichende Wasserversorgung verfügen, hierfür wurden Zisternen und große Wasserfässer in den Kellergewölben vorgesehen. Auf der Burg wurde eine hochmittelalterliche Filterzisterne nachgewiesen, sie lag an der Westseite des Palas, die zweite, im Hofraum befindliche Zisterne wurde beim Schlossbau errichtet und datiert um 1600. Sie wurde im 20. Jahrhundert wieder instand gesetzt, um die Maurerarbeiten zu ermöglichen.
Beim Aufbau des Wohnschlosses auf der Nordwestseite des Burghofes wurden die dort vermuteten Bauwerke (Lagergebäude, Schuppen, Stallungen, ein Brauhaus) zerstört, ihre Funktion wurde dem im Tal errichteten Vorwerk Freudenthal übertragen.
Der 1588 errichtete Schlossbau besitzt zwei Flügel. Er ist der jüngste und am besten erhaltene Teil der Gesamtanlage. Das mit Diamantquadern verzierte Portal auf der Hofseite trägt wieder über dem Schlussstein die zeitweise ausgebaute Wappentafel der Grafen von Gleichen. Die aus leicht verwitterbaren Travertingestein angefertigten Tür- und Fensterlaibungen sind bereits in Teilen verloren gegangen. Die vorhandenen Reste vermitteln ein deutliches Bild dieses Repräsentationsbauwerkes des Renaissancezeit.
Im westlichen Burghof trifft man auf die Reste des ehemaligen Küchengebäudes. Der mit einem gemauerten Gewölbe und Schlot versehene, sonst aber wohl in Fachwerkbauweise an die Ringmauer angefügte Raum, besaß auch für die letzten Bewohner noch einen Nutzen und wurde deshalb instand gehalten.
Ein dreiflächiger Stein mit Wappenschmuck wurde von der Flanke des Burgberges in den Burghof überführt, er markierte als Dreiherrenstein einen wichtigen Grenzpunkt in der Flur.

## Die Sage vom zweibeweibten Grafen von Gleichen

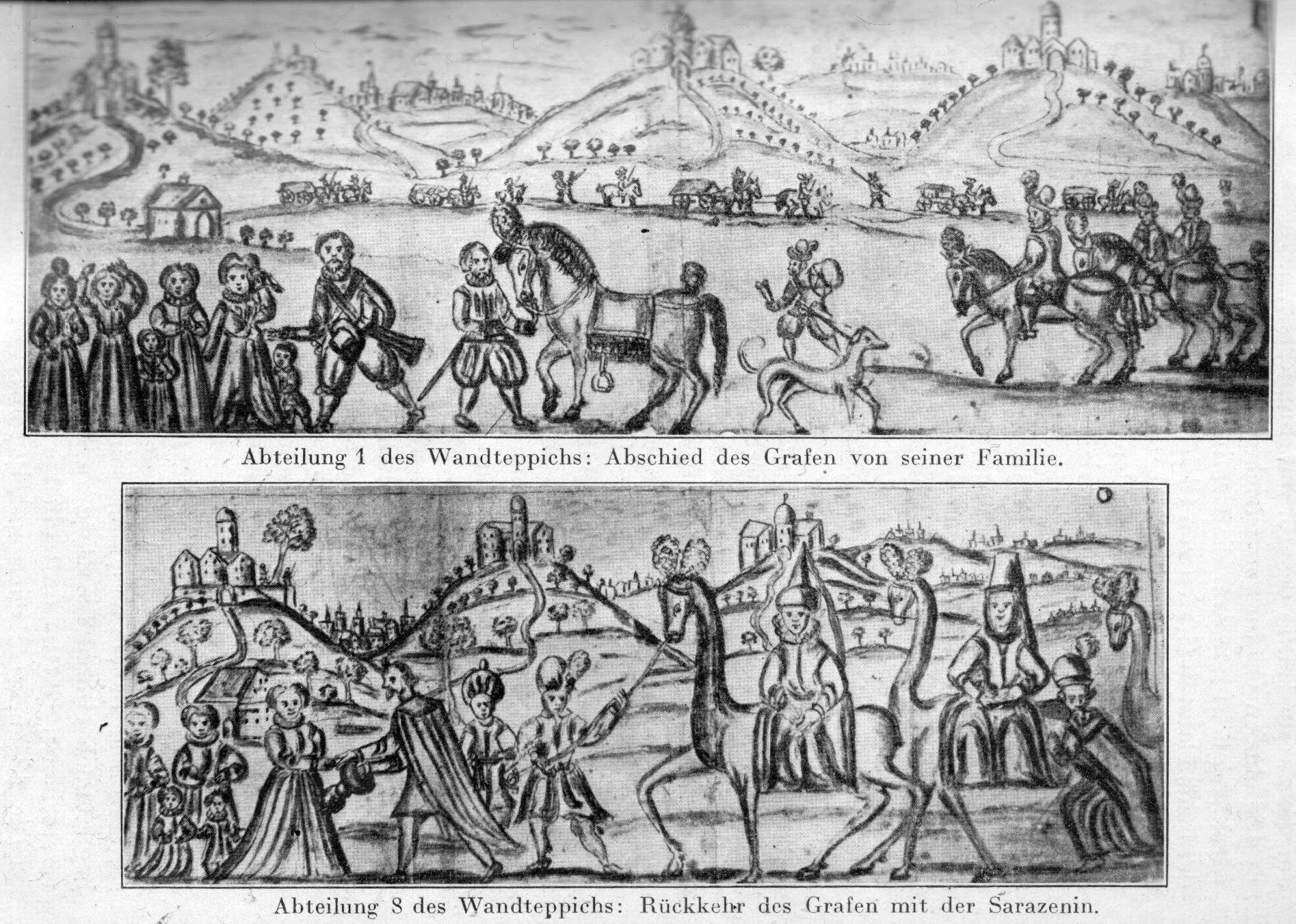
Abzeichnung eines Teils des Wandteppichs aus dem 16. Jahrhundert aus dem Besitz der Grafen von Gleichen, es zeigt die Sage auf 9 Bildflächen.

Bekannt ist die Burg durch die Sage über einen Grafen Ernst von Gleichen, der 1227 am fünften Kreuzzug teilgenommen habe. Dabei sei er in Gefangenschaft geraten, und die Tochter des Sultans, Melechsala, habe ihm zur Flucht verholfen, nachdem er ihr die Ehe versprochen hatte. Der Papst habe sie Angelika getauft und die Zustimmung zur Zweitehe des Grafen gegeben. Die Stelle, an der sich die beiden Frauen bei der Rückkehr des Grafen zum ersten Mal am Fuße des Berges getroffen haben sollen und wo sich ein Restaurant befindet, wurde Freudenthal (Lage→) genannt.
Den geschichtlichen Hintergrund dieser Sage liefert die Grabplatte des Grafen Lambert II. von Gleichen im Erfurter Dom. Auf dieser ist Lambert mit seiner ersten Ehefrau Ottilia und der Frau, die er nach deren Tod geheiratet hatte, zu sehen. Bereits im 15. Jahrhundert hatten die Grafen von Gleichen die zur Legende ausgeschmückte Geschichte geschickt verwendet, um ihr gesellschaftliches Ansehen zu glorifizieren. Im Auftrag der Grafen wurde ein wertvoller Wandteppich gefertigt, der die Sage in Form einer reich ausgeschmückten Bildergeschichte wiedergibt.
Zum Beweis wurde Besuchern auf der Burg Gleichen noch um 1800, im sogenannten „Junkerzimmer“, ein altertümliches, extrabreites Bett als gemeinsamer Schlafplatz der drei Ehegatten präsentiert.
Dieses seltene Beispiel einer kirchlich legitimierten Doppelehe fand allgemeine Beachtung, als
Landgraf Philipp I. von Hessen seine Affäre mit der von ihm begehrten Margarethe von der Saale eingestand. Da eine Scheidung von seiner Gattin nicht möglich war, suchten seine Unterstützer nach einem Ausweg, um eine weitere Vermählung rechtfertigen zu können. Veit Winsheim, ein Schüler von Philipp Melanchthon, formte die Gleichen-Sage geschickt um und stellte sie als einen historischen Tatsachenbericht dar.
Der reizvolle Stoff wurde danach immer wieder literarisch verarbeitet, beispielsweise von Johann Karl August Musäus als Melechsala (1786) in seinen Volksmährchen der Deutschen. Franz Schubert nahm ihn als Vorlage zur unvollendet gebliebenen Oper Der Graf von Gleichen (1827–28), für die Eduard von Bauernfeld das Libretto schrieb.
Von Christian Friedrich Hunold, der seine frühe Jugend in Wandersleben verbrachte, gibt es ein kurzes Gedicht:

„Uber das Bett auf dem Schloß Gleichen / worinnen Graf Ludwig mit zwo Gemahlinnen geschlaffen.“

## Steinkreuze im Freudenthal

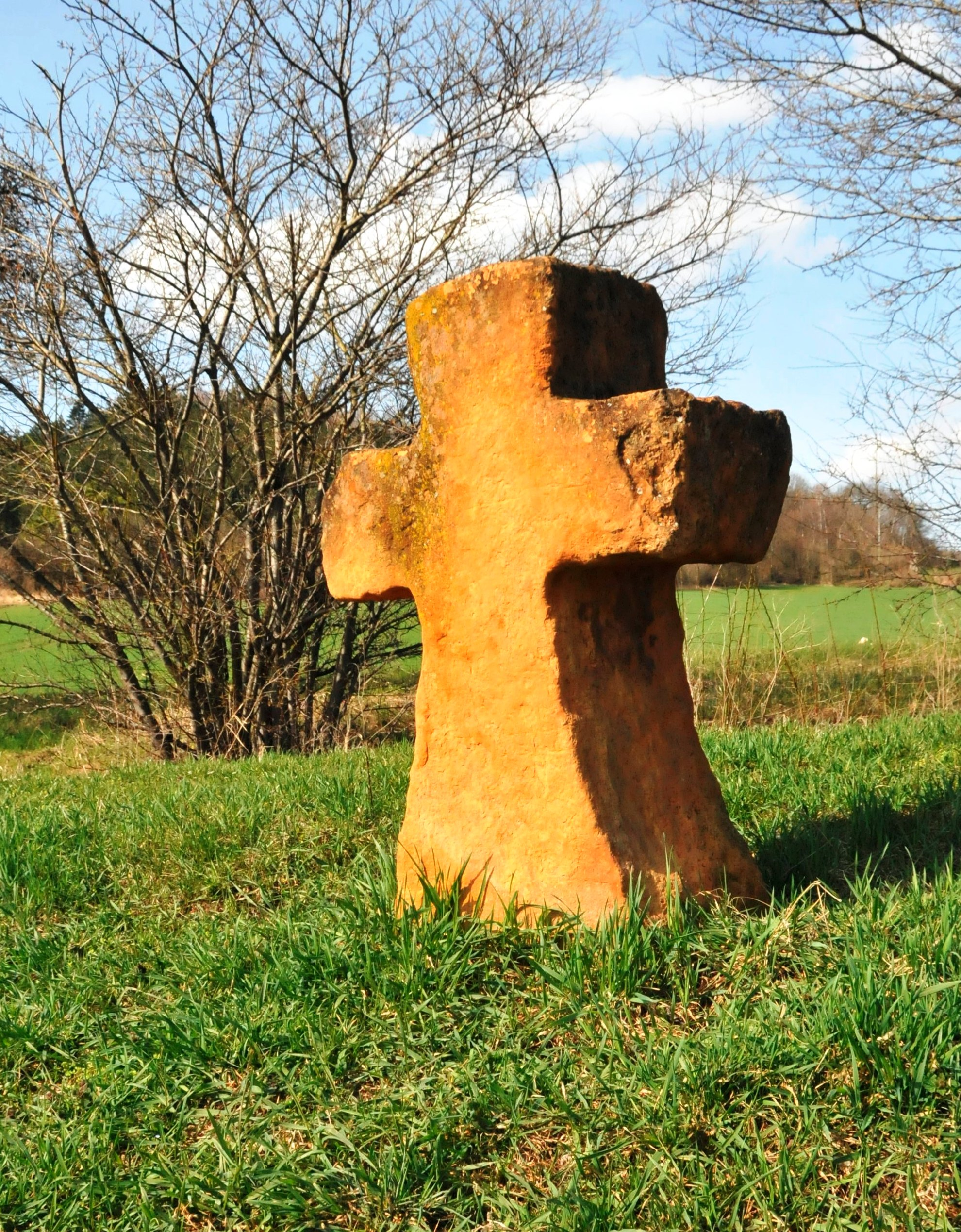
Das südliche Steinkreuz

In der Nähe der Gaststätte „Freudenthal“ an der Mühlberger Straße stehen zwei mittelalterliche Steinkreuze. Sie sind etwa 100 m voneinander entfernt.
Das südlichere, näher an der Burg stehende Kreuz aus der Mitte des 15. Jahrhunderts wurde im März 1998 bei Ausschachtungsarbeiten an der alten Furt durch die Apfelstädt in Wandersleben gefunden. Da am heutigen Standplatz des Kreuzes schon früher ein Steinkreuz gestanden hatte, stellte man das gefundene Kreuz am 21. Mai 1998 hier auf. Es hat die Maße 90 cm (oberirdische) Höhe, 60 cm Breite über beide Arme und 30 cm Dicke. Das ursprüngliche Kreuz wurde 1931 durch den Wanderslebener Domänenpächter Loth in den Mondgarten am Burgberg, etwa 700 m südlich, versetzt. Von dort wurde es 1991 gestohlen. Man hat dort 1993 eine Nachbildung des Kreuzes aufgestellt.
Das zweite weiter in Richtung Wandersleben stehende Kreuz aus dem späten 15. Jahrhundert heißt im Volksmund „Bischofskreuz“ oder „Mordkreuz“, weil es der Sage nach an die Ermordung des Bischofs von Lausanne, Burkhard von Oltigen, bei der Belagerung der Burg Gleichen im Jahre 1089 erinnern soll. Auch von einem getöteten Handwerksburschen ist die Rede, daher wohl der Name „Mordkreuz“. Auf zahlreichen Karten und Ansichten von Burg Gleichen ist das Kreuz als markanter Punkt abgebildet. Im 19. Jahrhundert wurde es mit Wegweiser-Inschriften versehen, wodurch alte Inschriften unkenntlich wurden. Heute kann man die etwas zerstörte Schrift noch entziffern: „Weg nach Wandersleben“. Im September 2009 wurde es nach einer Renovierung im Auftrag der Gemeinde Drei Gleichen wieder unverändert aufgestellt.